# Blue Springs (Mississippi)
Blue Springs é uma vila localizada no estado americano de Mississippi, no Condado de Union.

## Demografia
Segundo o censo americano de 2000, a sua população era de 144 habitantes. 
Em 2006, foi estimada uma população de 154, um aumento de 10 (6.9%).

## Geografia
De acordo com o United States Census Bureau tem uma área de 
2,7 km², dos quais 2,7 km² cobertos por terra e 0,0 km² cobertos por água.

## Localidades na vizinhança
O diagrama seguinte representa as localidades num raio de 20 km ao redor de Blue Springs. 